# George Nepia
George Nepia (* 25. April 1905 in Wairoa; † 27. Juni 1986 in Ruatoria) war ein neuseeländischer Rugby-Union-Spieler. Von 1924 bis 1930 kam er bei 46 Spielen der Nationalmannschaft (All Blacks) zum Einsatz, davon neun Länderspiele. Er wurde auf der Position des Schlussmann eingesetzt und gilt bis heute als einer der besten Spieler māorischer Abstammung. Während einigen Jahren war er auch als Rugby-League-Spieler tätig.

## Karriere

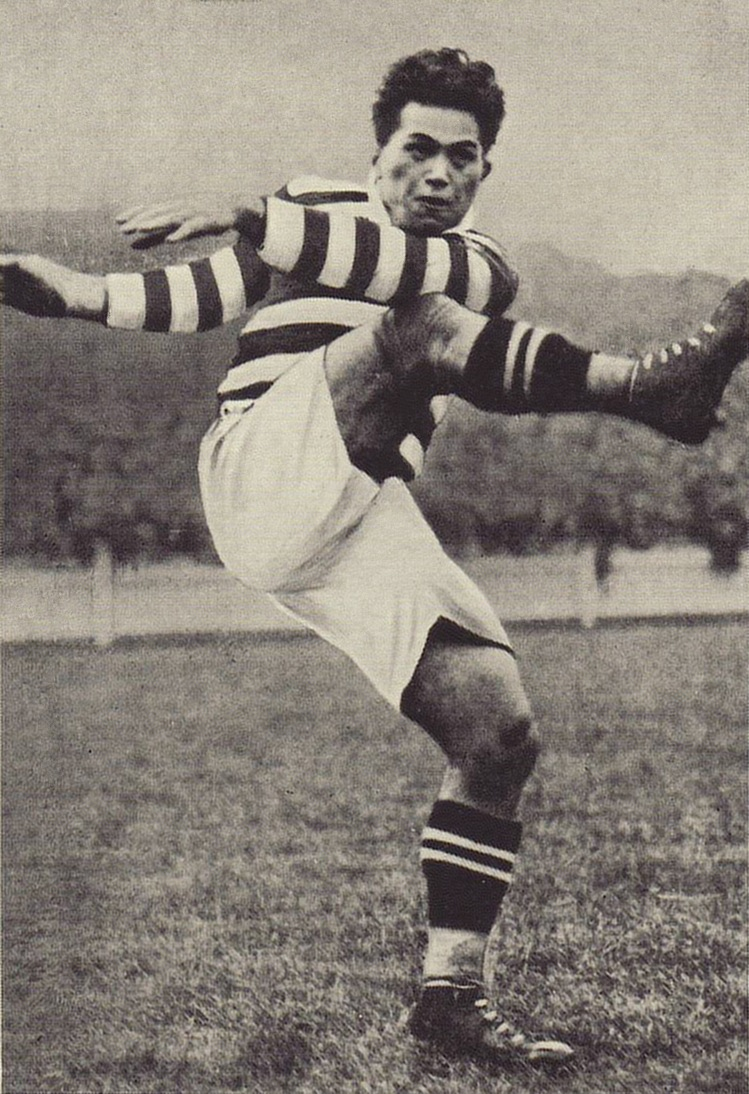
George Nepia

Seine Geburtsurkunde gibt 1905 als Geburtsjahr an, doch Nepia behauptete später, er sei erst 1908 geboren worden. Er heiratete 1926 und lebte mit seiner Frau und seinen vier Kindern auf einem Bauernhof bei Gisborne, wo er Milchwirtschaft betrieb.
Ab 1922 spielte Nepia für die Auswahlmannschaft des Provinzverbandes Hawke’s Bay Rugby Union. Hawke’s Bay galt damals als beste Mannschaft des Landes und verteidigte 24 Mal in Folge den Ranfurly Shield. 1924 wurde Nepia in den Kader der Nationalmannschaft aufgenommen, die in diesem Jahr eine mehrmonatige Tour nach Europa und Kanada unternahm. Nepia war einer der Stars dieser Tour: Als einziger Spieler kam er in allen 32 Spielen zum Einsatz, dabei erzielte er 77 Punkte. Da diese Mannschaft kein einziges Spiel verlor, wird sie seither als The Invincibles („die Unbesiegbaren“) bezeichnet.
Für die Tour der All Blacks nach Südafrika im Jahr 1928 wurde Nepia nicht berücksichtigt, wohl aufgrund rassistischer Vorurteile seitens der Südafrikaner. Aufgrund einer Rückenverletzung musste er 1929 die Tour nach Australien nach nur einem Spiel abbrechen. Sein letztes Länderspiel für die All Blacks bestritt er im August 1930 gegen die British Lions. Bis 1935 spielte er gelegentlich für die Mannschaft New Zealand Māori.
Die Weltwirtschaftskrise stürzte Nepia in finanzielle Not. 1935 entschloss er sich, nach England zu gehen und in London beim Streatham and Mitcham RLFC für £500 Rugby League zu spielen. Seine Familie blieb in Neuseeland. Da Rugby Union damals ein strikter Amateursport war, wurde Nepia vom Verband ausgeschlossen. 1937 kehrte er nach Neuseeland zurück und spielte unter anderem für die Rugby-League-Nationalmannschaft.
1947 gewährte die New Zealand Rugby Football Union eine Amnestie für ehemalige Rugby-League-Spieler. 1950 absolvierte Nepia sein letztes Spiel auf Vereinsebene. In den 1950er Jahren kam er als Schiedsrichter zum Einsatz, danach widmete er sich ausschließlich seinem Beruf als Milchbauer. 1997 wurde er in die International Rugby Hall of Fame aufgenommen.

## Statistik
- Länderspiele mit den All Blacks: 9
- Sonstige Spiele mit den All Blacks: 37
- Erstes Länderspiel: 5. Juli 1924
- Letztes Länderspiel: 9. August 1930